# Xiehe Bandao
Xiehe Bandao (chinesisch 協和半島 ‚Halbinsel der Zusammenarbeit/Harmonie‘, in Australien inoffiziell Fletcher Promontory) ist eine Halbinsel an der Ingrid-Christensen-Küste des ostantarktischen Prinzessin-Elisabeth-Lands. Sie liegt im Gebiet der Larsemann Hills und bildet den östlichen Teil der Halbinsel Broknes. Auf ihr sind die chinesische Zhongshan-Station, die russische Progress-Station und die rumänische Law-Racoviță-Station errichtet. Ihren nördlichen Ausläufer bildet der 20 m hohe Hügel Shuangfeng Shan.
Chinesische Wissenschaftler benannten sie im Jahr 1988. Namensgeber der australischen Benennung ist der Mediziner Lloyd Douglas Fletcher (* 1944), der von 1978 bis 1987 an mehreren Kampagnen der Australian National Antarctic Research Expeditions beteiligt war.